# Danh sách di sản thế giới tại Nhật Bản
Nhật Bản đã chấp nhận Công ước Di sản thế giới của UNESCO vào ngày 30 tháng 6 năm 1992. Tính đến hết năm 2016, Nhật Bản đã có 20 di sản thế giới được công nhận, trong đó bao gồm 17 di sản văn hóa, 4 di sản tự nhiên. Ngoài ra, quốc gia này còn có 7 địa danh nằm trong danh sách di sản dự kiến được đệ trình xem xét công nhận trong tương lai.

## Danh sách
Dưới đây là danh sách các di sản thế giới được UNESCO công nhận tại Nhật Bản.
| Tên                                                                                        | Hình ảnh | Vị trí                                           | Số hiệu UNESCO              | Diện tích:                | Thành phần |
| ------------------------------------------------------------------------------------------ | -------- | ------------------------------------------------ | --------------------------- | ------------------------- | --- |
| Quần thể kiến trúc Phật giáo khu vực chùa Horyuji                                          |          | Nara                                             | 660 (1993) i, ii, iv, vi    | 586 ha; (570,7 ha)        | Hōryū-ji, Hokki-ji |
| Himeji-jō                                                                                  |          | Hyōgo                                            | 661 (1993) i, iv            | 107 ha; (143 ha)          | Lâu đài Himeji |
| Yakushima                                                                                  |          | Kagoshima                                        | 662 (1993) vii, ix          | 10.747 ha                 | Địa điểm tự nhiên: Rừng ôn đới cổ |
| Vùng núi Shirakami                                                                         |          | Aomori/Akita                                     | 663 (1993) ix               | 16.939 ha                 | Địa điểm tự nhiên: rừng sồi, dãy núi |
| Di tích lịch sử của cố đô Kyoto                                                            |          | Kyoto/Shiga                                      | 688 (1994) ii, iv           | 1056 ha; (3.579 ha)       | Kamigamo Jinja, Shimogamo Jinja, Tō-ji, Kiyomizu-dera, Enryaku-ji, Daigo-ji, Ninna-ji, Byōdō-in, Ujigami Jinja, Kōzan-ji, Saihō-ji, Tenryū-ji, Kinkaku-ji, Ginkaku-ji, Ryōan-ji, Nishi Hongan-ji, Nijō-jō |
| Làng lịch sử Shirakawa-go và Gokayama                                                      |          | Gifu/Toyama                                      | 734 (1995) iv, v            | 68 ha; (58.873 ha)        | Shirakawa-go, Gokayama |
| Khu tưởng niệm Hòa bình Hiroshima (Vòm Bom nguyên tử)                                      |          | Hiroshima                                        | 775 (1996) vi               | 0,4 ha; (43 ha)           | |
| Đền Itsukushima                                                                            |          | Hiroshima                                        | 776 (1996) i, ii, iv, vi    | 431 ha; (2.634 ha)        | |
| Tượng đài lịch sử của Nara cổ                                                              |          | Nara                                             | 870 (1998) ii, iii, iv, vi  | 617 ha; (2.502 ha)        | Tōdai-ji, Kōfuku-ji, Kasuga Taisha, Gangō-ji, Yakushi-ji, Tōshōdai-ji, Quảng trường Heijō, Rừng nguyên sinh Kasugayama |
| Đền chùa Nikkō                                                                             |          | Tochigi                                          | 913 (1999) i, iv, vi        | 51 ha; (373 ha)           | Futarasan Jinja, Rinnō-ji, Nikkō Tōshō-gū |
| Các di chỉ Gusuku và di sản liên quan của Vương quốc Lưu Cầu                               |          | Okinawa                                          | 972 (2000) ii, iii, vi      | 55 ha; (560 ha)           | Tamaudun, Sonohyan-utaki Ishimon, Lâu đài Nakijin, Lâu đài Zakimi, Lâu đài Katsuren, Lâu đài Nakagusuku, Lâu đài Shuri, Shikinaen, Seifa-utaki |
| Thánh địa và đường hành hương vùng núi Kii                                                 |          | Wakayama/Nara/Mie                                | 1142 (2004) ii, iii, iv, vi | 495 ha; (1.137 ha)        | Seiganto-ji, Kumano Hayatama Taisha, Kongōbu-ji, Niukanshōfu Jinja, Kumano Hongū Taisha, Niutsuhime Jinja, Mount Yoshino, Ōminesan-ji, Kōyasan chōishi-michi, Jison-in, Yoshino Mikumari Jinja, Kinbu Jinja, Kimpusen-ji, Yoshimizu Jinja, Kumano Nachi Taisha, Nachi Falls, Rừng nguyên sinh Nachi, Fudarakusan-ji, Kumano Kodō |
| Shiretoko                                                                                  |          | Hokkaidō                                         | 1193 (2005) ix, x           | 71.100 ha                 | Địa điểm tự nhiên: Bán đảo và khu vực biển |
| Mỏ bạc Iwami Ginzan và cảnh quan văn hóa của nó                                            |          | Shimane                                          | 1246 (2010) ii, iii, v      | 529 ha; (3.134 ha)        | Yunotsu, Iwami Ginzan Kaidō Yunotsu-Okidomaridō, Địa điểm Daikansho, Okidomari, Ginzan Sakunouchi, Địa điểm Yataki-jō, Ōmori Ginzan, Miya-no-mae, Iwami Ginzan Kaidō Tomogauradō, Địa điểm Yahazu-jō, Địa điểm Iwami-jō, Kumagaika residence, Rakan-ji Gohyakurakan, Tomogaura                                                   |
| Hiraizumi – Đền thờ, vườn và địa điểm khảo cổ Phật giáo                                    |          | Iwate                                            | 1277 (2011) ii, vi          | 187 ha; (5.998 ha)        | Chūson-ji, Mōtsū-ji, Kanjizaiō-in, Muryōkō-in, Kinkeizan |
| Quần đảo Ogasawara                                                                         |          | Tokyo                                            | 1362 (2011) ix              | 7.939 ha                  | Địa điểm tự nhiên: Chichi-jima, Haha-jima, Muko-jima, Iwo-jima |
| Núi Phú Sĩ, nơi linh thiêng và là nguồn cảm hứng nghệ thuật                                |          | Shizuoka/Yamanashi                               | 1418 (2013) ⅲ, ⅵ            | 20.638 ha; (49.376 ha)    | Núi Phú Sĩ, Phú Sĩ Ngũ Hồ, Đền Fujisan Hongū Sengen, Đền Kitaguchi Hongū Fuji Sengen, Đền Yamamiya Sengen, Đền Murayama Sengen, Đền Suyama Sengen, Đền Higashiguchi Hongū Fuji Sengen, Đền Kawaguchi Sengen, Đền Fuji Omuro Sengen, Oshino Hakkai, Miho no Matsubara                                                             |
| Nhà máy dệt lụa Tomioka và các địa điểm liên quan                                          |          | Gunma                                            | 1149 (2014) ii, iv          | 7.20 ha; (415 ha)         | Nhà máy dệt lụa Tomioka |
| Các địa điểm của Cải cách Công nghiệp Minh Trị tại Nhật Bản: Sắt thép, Đóng tàu và Khai mỏ |          | Kyūshū, và các tỉnh Yamaguchi, Shizuoka và Iwate | 1484 (2015) ii, iii, iv     | 307 ha; (2.408 ha)        | Mỏ than Hashima, Former Glover House, Shūseikan, Mỏ than Miike, Xưởng thép Yawata, Ngọn hải đăng Mutsurejima, Lò phản ứng Hagi, Học viện Shōkasonjuku, Thị trấn pháo đài Hagi |
| Các công trình kiến trúc của Le Corbusier, một đóng góp nổi bật cho phong trào hiện đại    |          | Tokyo                                            | 1321 (2016) i, ii, vi       | 0,93 ha; (116,17 ha)      | Bảo tàng Quốc gia Mỹ thuật phương Tây |
| Đảo linh thiêng Okinoshima và các địa điểm gắn liền với nó ở Munakata                      |          | Fukuoka                                          | 1535 (2017) ii, iii         | 98,93 ha; (79.363,48 ha)  | Okinoshima, Munakata Taisha |
| Các nhà thờ và địa điểm Cơ đốc giáo tại Nagasaki                                           |          | Nagasaki                                         | 1495 (2018) iii             | 5.566,55 ha; 12.252,52 ha | Nhà thờ chính tòa Ōura, Lâu đài Hara, làng Kasuga và địa điểm linh thiêng trên Đảo Hirado, Đảo Nakaeno, làng Sakitsu tại Amakusa; làng Shitsu và Ono tại Sotome; các làng trên đảo Kuroshima, Kashiragashima, Hisaka, Nozaki, Naru                                                                                               |
| Mộ cổ Mozu-Furuichi: Các gò mộ của Nhật Bản cổ                                             |          | Osaka                                            | 1593 (2019) iii, iv         | 166,66 ha; (890 ha)       | Mộ cổ Mozu, Mộ cổ Furuichi |
| Các di chỉ thời tiền sử Jōmon tại miền Bắc Nhật Bản                                        |          | Hokkaidō/Aomori/Iwate/Akita                      | 1632 (2021) iii, iv         | 141,9 ha; (984,8 ha)      | Ōdai Yamamoto I, Kakinoshima, Kitakogane, Tagoyano, Kamegaoka, Futatsumori, Sannai-Maruyama, Ōfune, Goshono, Irie-Takasago, Komakino, Isedōtai, Vòng tròn đá Ōyu, Ōmori Katsuyama, Korekawa, Kiusu |
| Đảo Amami Ōshima, Đảo Tokunoshima, một phần phía bắc đảo Okinawa và đảo Iriomote           |          | Kagoshima Okinawa                                | 1574 (2021) x               | 42.698 ha; (24.467 ha)    | Đảo Tokunoshima, Amami Ōshima, Iriomote, Phía bắc đảo Okinawa |

## Danh sách di sản dự kiến
| Tên                                                                                | Hình ảnh | Vị trí   | Số hiệu UNESCO                 | Thành phần (Danh sách chưa đầy đủ) |
| ---------------------------------------------------------------------------------- | -------- | -------- | ------------------------------ | --- |
| Đền thờ, điện thờ và các cấu trúc khác của Kamakura cổ                             |          | Kanagawa | 370 (1992) iii, iv             | Tsurugaoka Hachiman-gū, Jufuku-ji, Kenchō-ji, Zuisen-ji, Kōtoku-in, Kakuon-ji, Phế tích Buppō-ji, Phế tích Yōfuku-ji, Phế tích Hokkedō, Phế tích Hōjō Tokiwa, đèo Kamegayatsuzaka, đèo Kehaizaka, đèo Daibutsu, Gokuraku-ji, Engaku-ji, Đền Egara Tenjin, Jōkōmyō-ji, đèo Asaina, phế tích Tōshō-ji, đèo Nagoshi, Shōmyō-ji, Đảo Wakae |
| Hikone-jō                                                                          |          | Shiga    | 374 (1992) i, ii, iii, iv      | Lâu đài Hikone |
| Asuka-Fujiwara: Các di chỉ khảo cổ của Thủ đô Cổ đại Nhật Bản và khu vực liên quan |          | Nara     | 5097 (2007) ii, iii, iv, v, vi | Ishibutai Kofun, Lăng mộ Takamatsuzuka, Lăng mộ Kitora, Kawara-dera, Asuka-dera, Oka-dera, Yamada-dera, Fujiwara-kyō, Yamato Sanzan |
| Tổ hợp Sado của các mỏ di sản, chủ yếu là các mỏ vàng                              |          | Niigata  | 5572 (2010) ii, iii, iv        | Các mỏ Sado |